# Are You Gonna Go My Way
Are You Gonna Go My Way é o terceiro álbum de estúdio do cantor Lenny Kravitz, lançado em 1993.

## Faixas
Todas as faixas por Lenny Kravitz, exceto onde indicado.
1. "Are You Gonna Go My Way" (Kravitz, Craig Ross) – 3:31
2. "Believe" (Kravitz, Hirsch) – 4:50
3. "Come on and Love Me" – 3:52
4. "Heaven Help" (Gerry DeVeaux,Terry Britten) – 3:10
5. "Just Be a Woman" – 3:50
6. "Is There Any Love in Your Heart?" (Kravitz, Ross) – 3:39
7. "Black Girl" – 3:42
8. "My Love" (Kravitz, Ross) – 3:50
9. "Sugar" – 4:00
10. "Sister" – 7:02
11. "Eleutheria" – 4:48

| Críticas profissionais                                                      | Críticas profissionais |
| Avaliações da crítica                                                       | Avaliações da crítica  |
| Fonte                                                                       | Avaliação              |
| --------------------------------------------------------------------------- | ---------------------- |
| allmusic                                                                    | [ 3 ]                  |
| Rolling Stone                                                               | [ 4 ]                  |
| Esta tabela precisa de ser acompanhada por texto em prosa. Consulte o guia. |                        |

## Paradas
Álbum
| Ano  | Parada (1993)                | Posição |
| ---- | ---------------------------- | ------- |
| 1993 | Australian ARIA Albums Chart | 11      |
| 1993 | UK Albums Chart              | 2       |
| 1993 | Billboard 200                | 12      |